# Anisogaster flavicans
Anisogaster flavicans är en skalbaggsart som beskrevs av Deyrolle 1863. Anisogaster flavicans ingår i släktet Anisogaster och familjen långhorningar. Inga underarter finns listade i Catalogue of Life.